# Jacques d'Albon de Saint-André
Pour les articles homonymes, voir Saint-André, Famille d'Albon (Lyonnais) et Albon (homonymie).
Jacques d'Albon de Saint-André, né en 1512 au château de Saint-André-d'Apchon, en Roannais, et mort le 19 décembre 1562 à la bataille de Dreux, est un maréchal de France, qui se distingue dans les guerres contre les Espagnols et les guerres de religion.

## Biographie

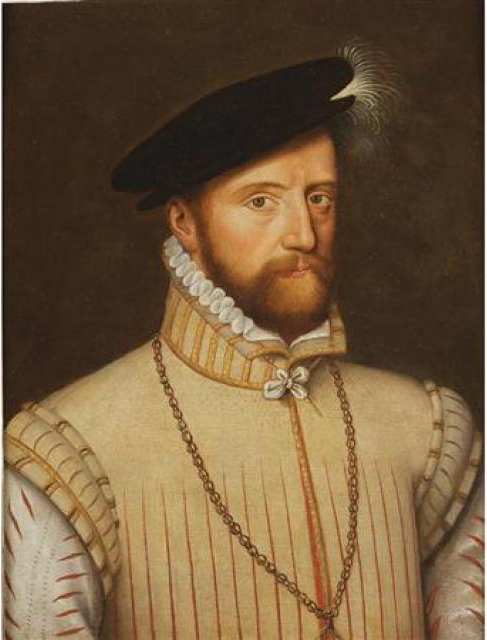
Jacques d'Albon, seigneur de Saint-André.
Huile sur panneau de bois, école de François Clouet, XVIe siècle.

### Fils de Jean d'Albon
Jacques d'Albon de Saint-André est le fils de Jean d'Albon, seigneur de Saint-André-d'Apchon, et de Charlotte de La Roche ; la noblesse des Saint-André, qui date du XIVe siècle, est encore récente, et c'est à la fin du XVe siècle que cette famille entre au service des princes. Jean d'Albon est à celui du connétable de Bourbon, puis du roi de France. Chambellan du roi Louis XII en 1512, gentilhomme de la Chambre de François Ier en 1523, il prend part en mars 1530 à l'expédition que conduit Anne de Montmorency pour échanger les deux fils aînés de François Ier en otage en Espagne depuis 1526, contre la rançon exigée par Charles Quint. Jean est nommé juste après gouverneur d'Henri (futur Henri II), qu'il élève avec Jacques. 

### Au service de Henri II
Jacques, né en 1512, est donc un compagnon d'enfance de Henri II, dont il est l'aîné de sept ans. Écuyer tranchant du dauphin en 1532, il est ensuite nommé premier gentilhomme de la Chambre. Il est appelé au Conseil le 3 avril 1547, trois jours après la mort de François Ier, 
Le 29 mai 1547, il est fait chevalier de l'ordre de Saint-Michel et maréchal de France. Le 25 juillet 1547, au sacre de Henri II, il remplace comme grand maître de France Montmorency, absent. À la fin de l'année 1549, à la mort de son père, il hérite de ses titres et ses charges : il est officialisé sénéchal de Lyon, puis gouverneur et lieutenant général du Lyonnais, Dombes, Forez, Beaujolais, Haute et Basse-Auvergne, Bourbonnais, Haute et Basse Marche, Combrailles et bailliage de Saint-Pierre-le-Moûtier les 14 et 15 janvier 1550. Il est également comte puis marquis de Fronsac.
Sa rémunération est également amplifiée : de 20 000 livres tournois en 1549, sa pension passe à 32 000 en 1559, en ajoutant qui plus est 240 000 de gratifications exceptionnelles de la Couronne durant la même période. Toutefois, son immense capital foncier est plus important que ses revenus, et ses dettes se creusent. Logé à Paris dans l'ancienne maison de l'ex-trésorier de l'Épargne Jean Duval, rue des Filles-Pénitentes, il a sa résidence principale au château de Vallery. Il engage d'ailleurs l'architecte du Louvre Pierre Lescot pour décorer sa résidence parisienne et transformer le château médiéval en palais Renaissance.
De 1552 à 1555, il guerroie contre Charles Quint à propos des Trois-Évêchés. En 1557, il est fait prisonnier par le duc de Brunswick à la bataille de Saint-Quentin ; il a beaucoup de mal à rassembler la rançon demandée de 60 000 écus d'or. Pour se libérer, il précipite la conclusion du traité du Cateau-Cambrésis entre Henri II de France et Philippe II d'Espagne.

### Courtisan et mécène
Très bon courtisan, il parvient à rester en retrait des guerres de faction qui opposent les Guise et les Montmorency-Châtillon. Intermédiaire entre François de Guise et la favorite Diane de Poitiers, il est également proche d'Antoine de Bourbon. Ses activités militaires l'opposent parfois aux Châtillon, ses rivaux sur la seule zone d'influence qu'il a en dehors de la Cour ; ses amis les plus proches, Gaspard de Saulx et Artus de Cossé-Brissac, sont également des soldats. Il fait profiter de sa faveur ses plus proches collaborateurs : son secrétaire Jean Papon lui doit sa lieutenance générale du Forez ; son lieutenant d'ordonnance François de Scépeaux devient maréchal de France peu avant la mort d'Albon. L'ascension de René de Villequier, futur gentilhomme de la chambre de Henri III, se fait également sous sa protection.
Pour célébrer la faveur royale dont il profite, Jacques d'Albon rémunère de nombreux écrivains : le poète Mellin de Saint-Gelais célèbre ses exploits militaires, le géographe Nicolas de Nicolay et le doyen Guillaume Paradin lui dédient certains de leurs ouvrages.

### Les guerres de Religion
En mars 1560, il participe, contre les protestants, à la répression de la conjuration d'Amboise.
Le 5 décembre 1560, à la mort de François II, il parvient à rester en place. Le 6 avril 1561, avec Montmorency et le duc de Guise, il crée le triumvirat catholique. Le 4 juillet 1562, il prend Blois aux protestants. Le 29 juillet, il prend Poitiers, le 31 août, Bourges, réprimant toute résistance avec une extrême brutalité. Il fait pendre notamment le maire calviniste de Poitiers, Jacques Herbert, sieur de l'Isle, et quelques autres protestants, le 7 août 1562. La position centrale qu'il occupe empêche les protestants du sud de la France de joindre ceux du Nord. 
Le 19 décembre 1562, il bat les protestants à la bataille de Dreux, mais est tué après la bataille car s'étant éloigné sans escorte, il est pris par un groupe de chevau-légers huguenots commandés par un certain Bobigny qui le tue d'un coup de pistolet.

## Blason
La famille d'Albon de Saint-André porte: De sable à la croix d'or, au lambel de trois pendants de gueules brochant sur le tout

## Mariage et descendance
Il épouse Marguerite de Lustrac, fille d'Antoine II de Lustrac, dame d'honneur de Catherine de Médicis, qui lui donne :
- Catherine d'Albon de Saint-André, demoiselle de Tournoël, demoiselle d'honneur de la reine Catherine de Médicis. Fiancée d'Henri le Balafré, fils du duc de Guise, elle meurt en juin 1564.

### Bibliographie

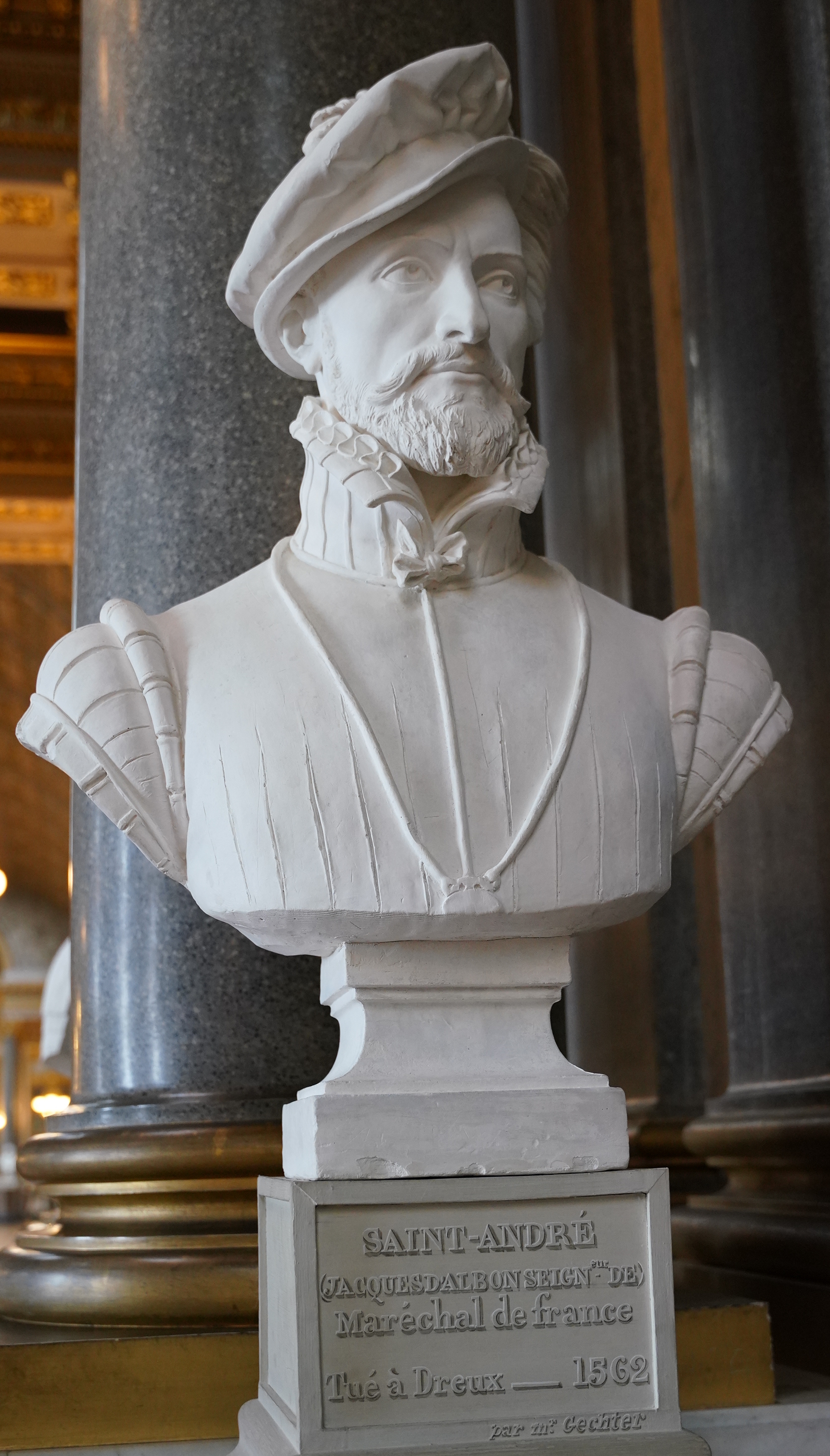
Jacques d'Albon, seigneur de Saint-André par Jean-François-Théodore Gechter, Galerie des batailles du château de Versailles.